# Franziskanerkloster Coburg
Das Kloster Coburg  ist ein ehemaliges Kloster der Franziskaner-Observanten in Coburg in Bayern in der Diözese Würzburg.

## Geschichte
Das Kloster wurde 1250 durch die Herren von Schaumburg und von Coburg gegründet. Am 21. Januar 1250 begann der Klosterbau. Kloster und Kirche waren der heiligen Jungfrau Maria gewidmet und gehörten zur Sächsischen Franziskanerprovinz (Saxonia). Das Kloster des 1210 gegründeten Franziskanerordens war nach der Benediktinerpropstei St. Peter und Paul das zweite Kloster in Coburg.
1432 wurde ein Mitglied des Coburger Konvents, Hermann Bernhard, zum Weihbischof von Würzburg ernannt; bereits seit 1415 war er Titularbischof von Akkon. Gegen Ende des 15. Jahrhunderts übernahm das Kloster die Martinianischen Konstitutionen und verfolgte damit eine gemäßigte Auslegung des franziskanischen Armutsgelübdes; 1489 wirkte der Guardian des Coburger Klosters bei der Reform des Konvents in Wittenberg im Sinne dieser Konstitutionen mit.
1525 wurde infolge der Reformation das Kloster aufgelöst, die Brüder übergaben die Gebäude und den gesamten Besitz dem Bürgermeister und dem Stadtrat von Coburg und zogen in das Benediktinerkloster Mönchröden um, soweit sie nicht aus dem Orden austraten. 
Die Klostergebäude sind in Teilen des Altbaus von Schloss Ehrenburg aufgegangen und werden heute von der Coburger Landesbibliothek als Magazinräume genutzt. Ein steinernes Weihwasserbecken aus der Gründungszeit des Klosters ist dort als wohl letztes Überbleibsel noch heute zu sehen.

## Totenbuch

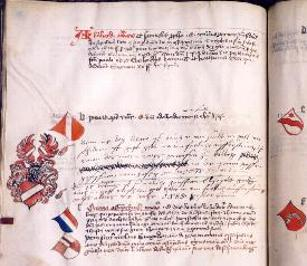
Ausschnitt aus der Abschrift des Totenbuchs des Franziskanerklosters (um 1450)

Das 1940 zufällig wiedergefundene Totenbuch des Franziskanerklosters liegt seit 1990 in einer gedruckten Edition vor. Es stellt die um 1450 angefertigte Abschrift eines in Kalenderform verfassten Nekrologs dar, der Eintragungen ab ca. 1260 enthielt und „das privilegierte Kirchenbuch der Pfarrei St. Moriz für Sterbefälle“ war. Damit ist es gleichermaßen für die Geschichte des Klosters wie für die Stadt Coburg eine bedeutende Quelle.